# Storbritanniens försvarsministerium

Försvarsministeriets vapen.

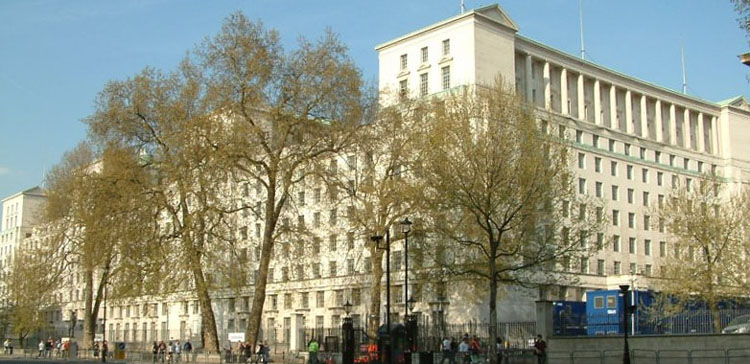
Main Building — Försvarsministeriets högkvarter i Whitehall, London

Storbritanniens försvarsministerium (Ministry of Defence, MoD) är namnet på den organisation som ansvarar för landets försvars- och säkerhetspolitik samt som innefattar de brittiska väpnade styrkorna. Ministeriet upprättades 1964 genom en sammanslagning av Amiralitetet (Admiralty), Krigsministeriet (War Office) och Flygministeriet (Air Ministry).
Ministeriet leds av försvarsministern (Secretary of State for Defence), som är ytterst ansvarig inför premiärministern och parlamentet för ministeriets verksamhet. Denne närmsta medarbetare är fyra minister of state, vilket motsvarar en svensk statssekreterare. Ministeriets två högsta opolitiskt tillsatta tjänstemän är försvarschefen (Chief of the Defence Staff) och den ständiga statssekreteraren (Permanent Under Secretary). Försvarsministern är ordförande i försvarsrådet (Defence Council) som är ministeriets högsta beslutande organ samt är ordförande i de tre försvarsgrenarnas styrelser.
Ministeriets huvudkontor är beläget i Main Building i Whitehall i London och ministeriets tre försvarsgrenar är Flottan (Royal Navy) (som inkluderar marinkåren), Armén (British Army) och Flygvapnet (Royal Air Force).